# Suécia (gens)
A gens Suettia ou Suetia ou Suécia (em latim: Suettia, pl. Suettii) era uma família plebéia obscura da Roma Antiga. Os membros desta família são mencionados desde a época de Cícero, mas nenhum deles alcançou qualquer dos cargos mais elevados do estado romano.

## Origem
O nomen Suettius é provavelmente derivado do adjetivo latino suetus, "familiar". O nomen dessa família provavelmente se originou em Roma. No entanto, várias inscrições antigas desta gens são da região da Campânia, e muitas outras estão concentradas nas cidades como Casilino e Pompeia, sugerindo fortemente uma origem campânia.

## Praenomina
Os Suettii empregavam uma variedade de prenomes comuns, principalmente Aulo (Aulus), Caio (Gaius), Lúcio (Lucius), Sérvio (Servius) e Sexto (Sextus). Destes, apenas Servius era relativamente distinto, embora de forma alguma raro. Outros prenomes são encontrados ocasionalmente, por exemplo, uma inscrição contém o nome Anthus Suettius, talvez um exemplo de um cognome sendo usado no lugar de um praenomen, ou talvez um antigo praenomen mais comumente encontrado como sobrenome.

## Membros
- Sérvio Suecio Ser. l., um liberto e banhista, ou atendente de banho, nomeado em uma inscrição de Casilinum na Campânia, datada de 106 a.C.[6]
- Marco Suécio, o mestre do escravo Dipilus, nomeado em uma inscrição datada de Casilinum, datada de 98 a.C.[7]
- Lúcio Suécio, um cavaleiro chamado por Cícero como testemunha no julgamento de Verres.[8][9]
- Anthus Suécio P. f., um jovem sepultado em Casilinum, aos quinze anos, durante a segunda metade do século I a.C, com um monumento de seu pai, Públio.[10]
- Públio Suécio dedicou uma tumba em Casilinum a seu filho, Anthus, que morreu na segunda metade do século I a.C.[11]
- Suetia Ɔ. eu. Trophime, uma liberta enterrada em Casilinum durante a segunda metade do século I a.C, com um monumento dedicado pelo liberto Cneu Sextius Gorgias.[12]
- Caio Suécio, o mestre de Fausto, um escravo mencionado em uma inscrição de Tomás de Aquino no Lácio, datada de 13 a.C.[13]
- Suécia Cn. eu. Hilara, uma liberta enterrada em Allifae em Samnium, durante o final do século I a.C ou início do século I d.C.[14]
- Públio Suecio P. l. Músico, um liberto enterrado em Casilinum durante o final do século I a.C ou início do século I d.C.[15]
- Suécia Proba, enterrada em Luceria, na Apúlia, durante a primeira metade do primeiro século, em um sepulcro construído por seu marido, Lúcio Aemilius Speratus, um Apolinário, ou sacerdote de Apolo, e Augustalis.[16]
- Caio Suécio Blandus, nomeado em uma inscrição funerária de Putéolos na Campânia, datada entre 1 e 70 d.C.[17]
- Suécia Fausta, nomeada em uma inscrição de Putéolos, datada entre 1 e 70 d.C.[18]
- Caio Suécio Dama, nomeado em uma inscrição de Pompéia na Campânia, datada de 38 d.C.[19]
- Sexto Suécio, nomeado em uma inscrição de Pompéia, datada entre 30 e 60 d.C.[20]
- Aulo Suécio Ephebus, nomeado em uma inscrição de Pompéia, datada entre 30 e 60 d.C.[21]
- Sextus Suécio Romanus, dedicou um túmulo do primeiro século em Roma aos seus patronos, cujos nomes não foram preservados.[22]
- Suécia Tertia, dedicou quatro potes em Roma em memória de seu marido, o liberto Lúcio Mettius Bithus, durante o primeiro século.[23]
- Caio Suécio Damascenus, nomeado em uma inscrição de Pompéia, datada de 61 d.C.[24]
- Aulo Suécio Felix, nomeado em uma inscrição de Pompéia, datada de 61 d.C.[25]
- Caio Suécio M[...], nomeado em uma inscrição de Pompéia, datada de d.C.[26]
- Lúcio Suécio, um dos edis de Pompéia.[27]
- Aulo Suécio Certus, um dos duúnviros municipais de Pompéia entre 72 e 74 d.C. Ele também foi nomeado em conexão com uma escola de gladiadores..[28]
- Aulo Suécio Partenio, um homem livre participando de competições de gladiadores em Putéolos, ocorrendo do décimo sexto ao décimo terceiro dia antes das Calendas de abril, provavelmente no final dos anos 70 d.C.[29]
- Suécio Sabinus, nomeado em uma inscrição de Pompéia.[30]
- Aulo Suécio Vero, um dos edis de Pompéia em 77 ou 78 d.C., foi duque entre 76 e Sérvio Suécio Ser. eu. Cimber, um homem livre que fez uma oferenda a Mercúrio em Casilinum durante o primeiro século.[31]
- Lúcio Suecio L. l. Amphio, um homem livre em Luna, na Etrúria, que fez uma oferenda à Fortuna durante o primeiro ou segundo século.[32]
- Suécio, nomeado em uma inscrição do forte romano de Vindolanda, na Britânia, datada de 102 d.C. Suécia Iotapa dedicou uma tumba do século II em Putéolos aos seus pais, Minucio Prosdoca e Minucia Euterpe.[33]
- Quinto Suécio Primigenius, junto com Quinto Suécio Valens, um dos sacerdotes de Apolo em Filipos, na Macedônia, durante o século II.[34]
- Suécia Psyche dedicou uma tumba do século II em Roma ao seu marido, Lúcio Lucretius Martialis, de cinquenta anos.[35]
- Quinto Suécio Valens, junto com Quinto Suécio Primigenius, um dos sacerdotes de Apolo em Filipos durante o século II.[36]
- Suécia L. f. Vitória, enterrada num túmulo do século II em Putéolos, com vinte e dois anos e três meses de idade, com um monumento de seu filho, Marciano, e de sua mãe, Trifênia.[37]

### Suettii
- Suécia, esposa de Antígono, com quem dedicou um túmulo em Roma ao seu patrono, Sérvio Suécio Demétrio, e ao liberto Hermaisco.[38]
- Suettius, nomeado em uma inscrição de Aquinum.[39]
- Suetius, nomeado em uma inscrição de cerâmica de Vicus Augusti na Gallia Narbonensis .
- Sexto Suetius Agathobulus, dedicou um túmulo em Roma para sua esposa, Calvia Marciana, com trinta anos.[40]
- Suettia Auge, enterrada em Roma.[41]
- Sérvio Suécio Ser. l. Demétrio, um liberto enterrado em Roma, junto com o liberto Hermaiscus, em um túmulo dedicado por seus clientes, Antígono e Suécia.[38]
- Sexto Suécio Sexo. l. Félix, um liberto cujo nome consta de uma inscrição sepulcral de Roma.[42]
- Suettius L[...]rax, um liberto, juntamente com sua esposa, Cornelia Procla, dedicou um túmulo em Roma ao seu patrono, Sextus Suettius Romanus.[43]
- Caio Suécio Magno, fez uma oferenda em Berito, na Síria .[44]
- Suettia C. l. Prima, uma mulher liberta, mencionada em uma inscrição de Roma, junto com o liberto Decimus Junius Philodamus.[45]
- Suettia L. f. Prócula, sepultado em Castellum Fabatianum na Numídia, aos sessenta anos.
- Aulus Suettius Pulcher, nomeado em uma inscrição de Arva na Hispânia Bética .
- Sexto Suécio Romano, sepultado em Roma em um túmulo dedicado por seus clientes, Suécio L[...]rax e Cornélia Procla.[43]
- Suettia Rustica, enterrada em Roma.[46]
- Suetia Tyndaris, enterrada em Panormus, na Sicília, com sessenta e um anos, um mês e dezoito dias.[47]